# Типи вищої нервової діяльності
Типи вищої нервової діяльності — типологія російського фізіолога Івана Павлова, сукупність вроджених властивостей нервової системи (сили, врівноваженості, рухливості), що визначають індивідуальні особливості вищої нервової діяльності та характер взаємодії організму з навколишнім середовищем. Тип вищої нервової діяльності є фізіологічною основою темпераменту, це природжений конституційний вид нервової діяльності — генотип, який під різноманітними впливами навколишнього оточення перетворюється в фенотип, характер.
Властивості нервової системи: сила, врівноваженість, рухливість.
- Сила нервової системи — стійкість до тривалого впливу подразника, як збудливого типу, так і того, що загальмовує (сила-слабкість).
- Врівноваженість — співвідношення збудження і гальмування (врівноваженість-неврівноваженість).
- Рухливість — швидкість виникнення або припинення збудження-гальмування (лабільність-інертність).

Завдяки різним комбінаціям трьох основних властивостей нервової системи Іван Павлов виділив чотири різко окреслені типи, що відрізняються за адаптивними здібностями і стійкостями до агентів, що невротизують.

## Типи вищої нервової діяльності[6]
- Сильний врівноважений рухливий — має однаково сильні процеси збудження і гальмування з їхньою гарною рухливістю, що забезпечує високі адаптивні можливості і стійкість в умовах важких життєвих ситуацій. Відповідно до вчення про темпераменти — це сангвінічний тип.
- Сильний врівноважений інертний — має сильні процеси збудження і гальмування, але погану рухливість, завжди відчуває труднощі при переході з одного виду діяльності на інший. Відповідно до вчення про темпераменти — це флегматичний тип.
- Сильний неврівноважений — має сильний процес збудження і слабкий процес гальмування, тому представник такого типу в важких ситуаціях схильний до порушень вищої нервової діяльності. Здатний тренувати і значною мірою покращувати недостатнє гальмування. Відповідно до вчення про темпераменти — це холеричний тип.
- Слабкий — характеризується слабкістю обох нервових процесів — збудження і гальмування, погано пристосовується до умов навколишнього середовища, схильний до невротичних розладів. Відповідно до вчення про темпераменти — це меланхолійний тип.

І хоча ці три параметри нервової системи дають 23 = 8 різних комбінацій, Павлов вважав, що нерозумно розглядати усі комбінації на практиці. На його думку, немає сенсу розглядати врівноваженість в об'єкта зі слабкою нервовою системою, а рухливість — у типів із сильною неврівноваженою.
Подальший внесок у вивчення властивостей нервової системи зробили Борис Тєплов і Володимир Небиліцин.